# روبي كينغ
روبي كينغ (بالإنجليزية: Robbie King)‏ (1 أكتوبر 1986 بتشيلمسفورد في المملكة المتحدة - ) هو لاعب كرة قدم بريطاني في مركز الوسط. لعب مع كولتشستر يونايتد ونادي هيرفورد وهيبريدج سويفتس وكانفي آيلاند وStaines Town F.C. ‏.

## وصلات خارجية
- روبي كينغ على موقع قاعدة بيانات كرة القدم.إي يو (الإنجليزية)
- روبي كينغ على موقع Soccerbase.com (لاعب) (الإنجليزية)